# Будапештский трамвай
Будапештский трамвай (венг. Budapest villamosvonal-hálózata) — крупнейшая трамвайная сеть на территории Венгрии, составляющая важную часть системы общественного транспорта в венгерской столице — Будапеште. Трамвайные линии стоят на втором месте по пассажиропотоку (после автобусной сети), перевозя больше людей, чем городское метро.
Сеть находится в эксплуатации с 1866 года и является сегодня одной из крупнейших в мире, имея протяжённость в 157 километров. По состоянию на 2021 год она состояла из 33 линий: 26 основных и 11 дополнительных линий, обозначенных литерами «A» «B» и «G» после номера маршрута, а также — Зубчатой железной дороги. В системе среди прочих с 2016 г. эксплуатируются самые длинные в мире 9-секционные 56-метровые сочленённые трамваи Urbos 3/9 производства испанской компании CAF. Трамвайной сетью управляет компания «Budapesti Közlekedési Központ» (BKK) под наблюдением специального центра при местном муниципалитете.

## История

### Ранние годы

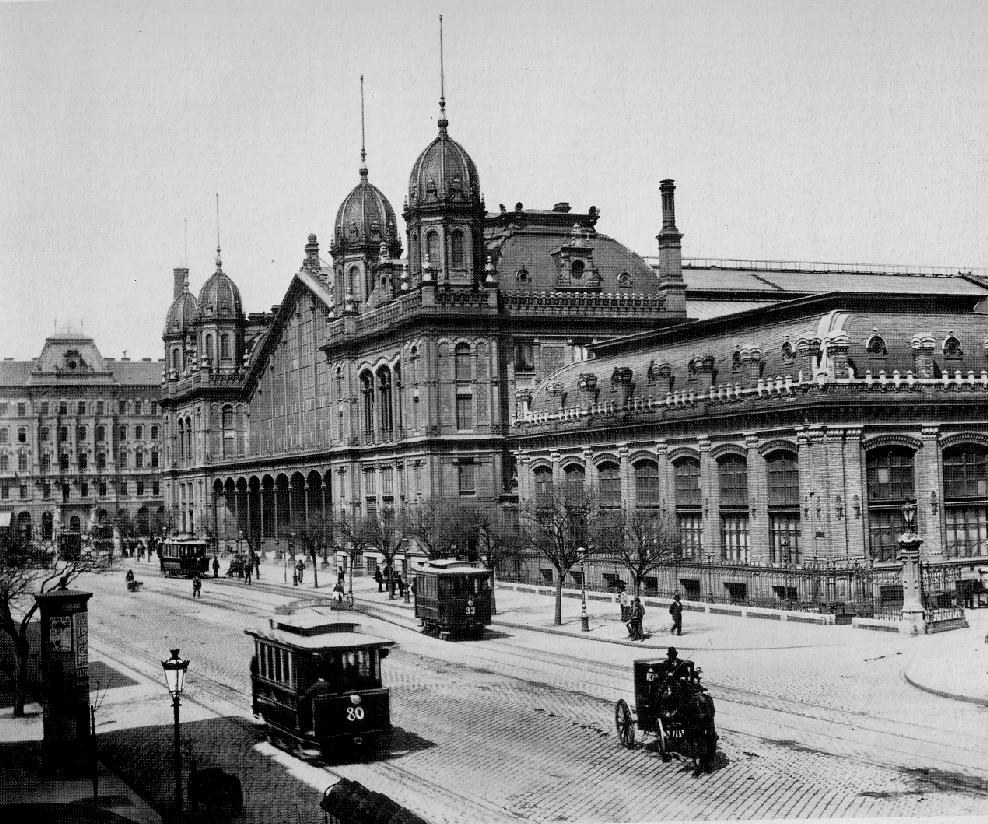
Первая электрифицированная линия перед вокзалом Нюгати.

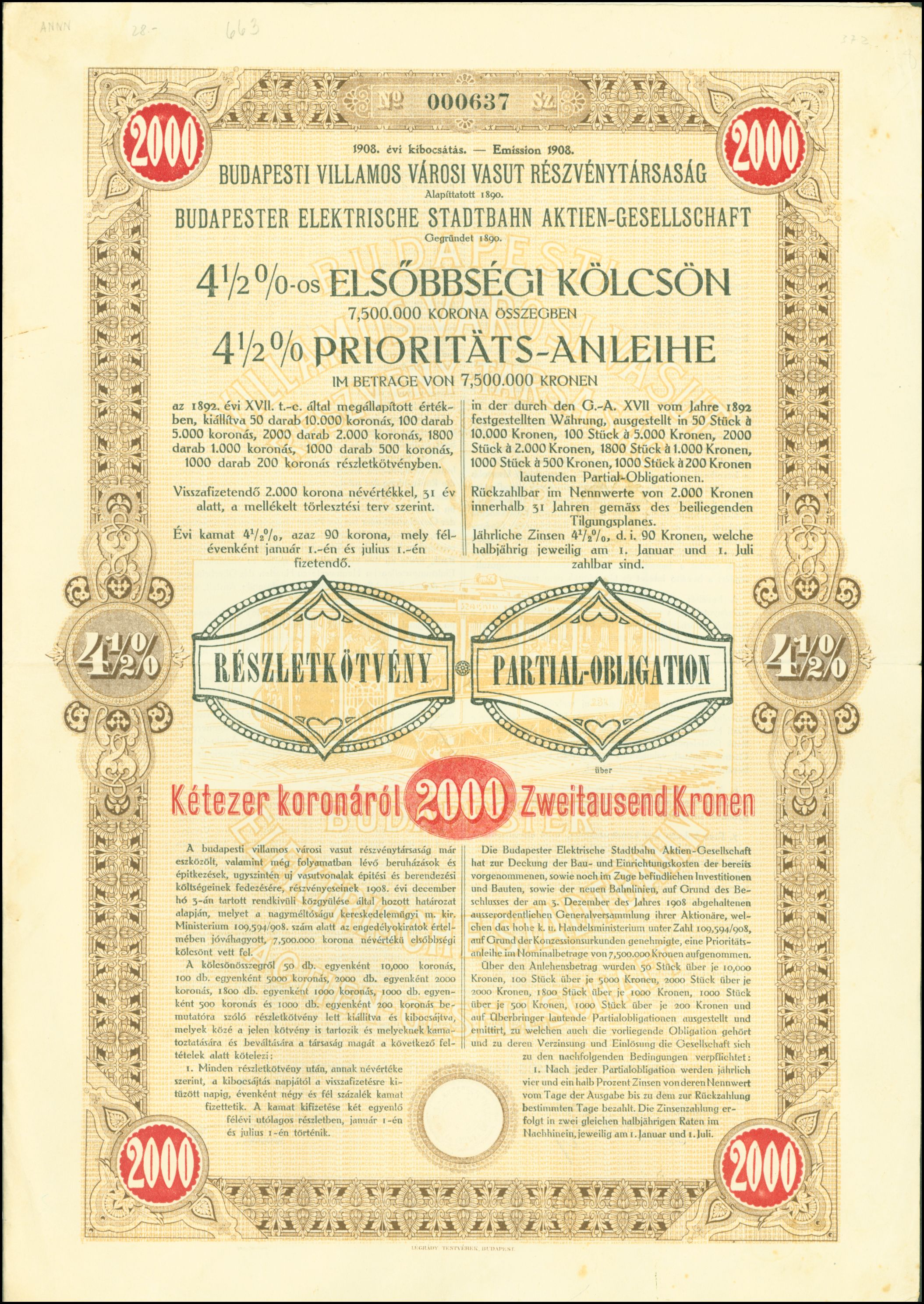
Акция будапештского общества городских электрических трамваев, датированная 31 декабря 1908 года

Первая конная трамвайная линия в Будапеште была открыта 30 июля 1866 года между Уйпешт-Варошкапу и площадью Кальвина (через проспект Ваци). Примерно за год до этого, 22 мая 1865 года, граф Шандор Каройи основал компанию «Pesti Közúti Vaspálya Társaság» (PKVT). Вскоре последовала прокладка конных трамвайных линий и в Буде — они были построены конкурирующей компанией BKVT.
К 1885 году в Будапеште было уже 15 линий конки, но уже в те годы стало очевидно, что данная технология морально устарела. Отдельно в 1887 году была введена в эксплуатацию паровая пригородная железнодорожная линия от Козвагохида до Шорокшара, управлявшаяся компанией HÉV; за ней вскоре последовали ещё две аналогичные линии.
Примерно в то же время Мур Балаж предложил построить в Будапеште новую электрическую трамвайную систему. Габор Барошш, государственный секретарь Министерства коммунального хозяйства и транспорта того времени, санкционировал строительство первой испытательной трамвайной линии между железнодорожной станцией Нюгати и улицей Кирай. Балаж объединил усилия с Siemens & Halske и Lindheim és Társa и они совместно образовали новую корпорацию: Budapesti Városi Vasút (BVV, «Городские поезда Будапешта»). Строительные работы, выполненные Siemens & Halske, начались 1 октября 1887 года, а сама линия была открыта 28 ноября 1887 года. Электричество подавалось составам снизу, дабы избежать кабелей, свисающих вдоль улиц города.
Вторым шагом в расширении системы стали две стандартные линии с европейской шириной колеи 1435 мм: 20 июля 1889 года была открыта вторая из них, протянувшаяся через площадь Кальвина. Она была спроектирована таким образом, чтобы в случае отключения электроэнергии паровые двигатели могли продолжить буксировать вагоны. Третья линия, также имевшая стандартную колею, была открыта 10 сентября. Стоит также отметить строительство и открытие первой в мире подземной линии трамвая, являющейся частью системы метрополитена (одновременно метрополитен стал первым на европейском континенте).
В первые годы своего существования трамваи не имели номеров — для обозначения маршрутов использовались цветные круги: красный, зелёный, синий или чёрный диски, а также более сложные знаки: красный диск с вертикальной белой полосой или крестом, белый диск с зелёной восьмиконечной звездой и так далее. Довольно скоро такая система стала крайне громоздкой, поэтому — около 1900 года, когда было уже 30 линий — каждая из них получила свой номер. BVV (ставшему к тому времени BVVV) достались чётные номера, а нечётные были присвоены линиям его конкурента — BKVT.
Динамично развивающаяся сеть привела к появлению новых компаний: две из них обслуживали Уйпешт и северную часть Пешта, а одна — Пештсентлёринц, в те годы бывший самостоятельным городом. Эти компании были объединены в 1923 году под названием Budapest Székesfővárosi Közlekedési Rt. (BSZKRT). Своего пика количество линий Будапешт достиг в 1939—1944 годы, количество которых составило 66 штук.

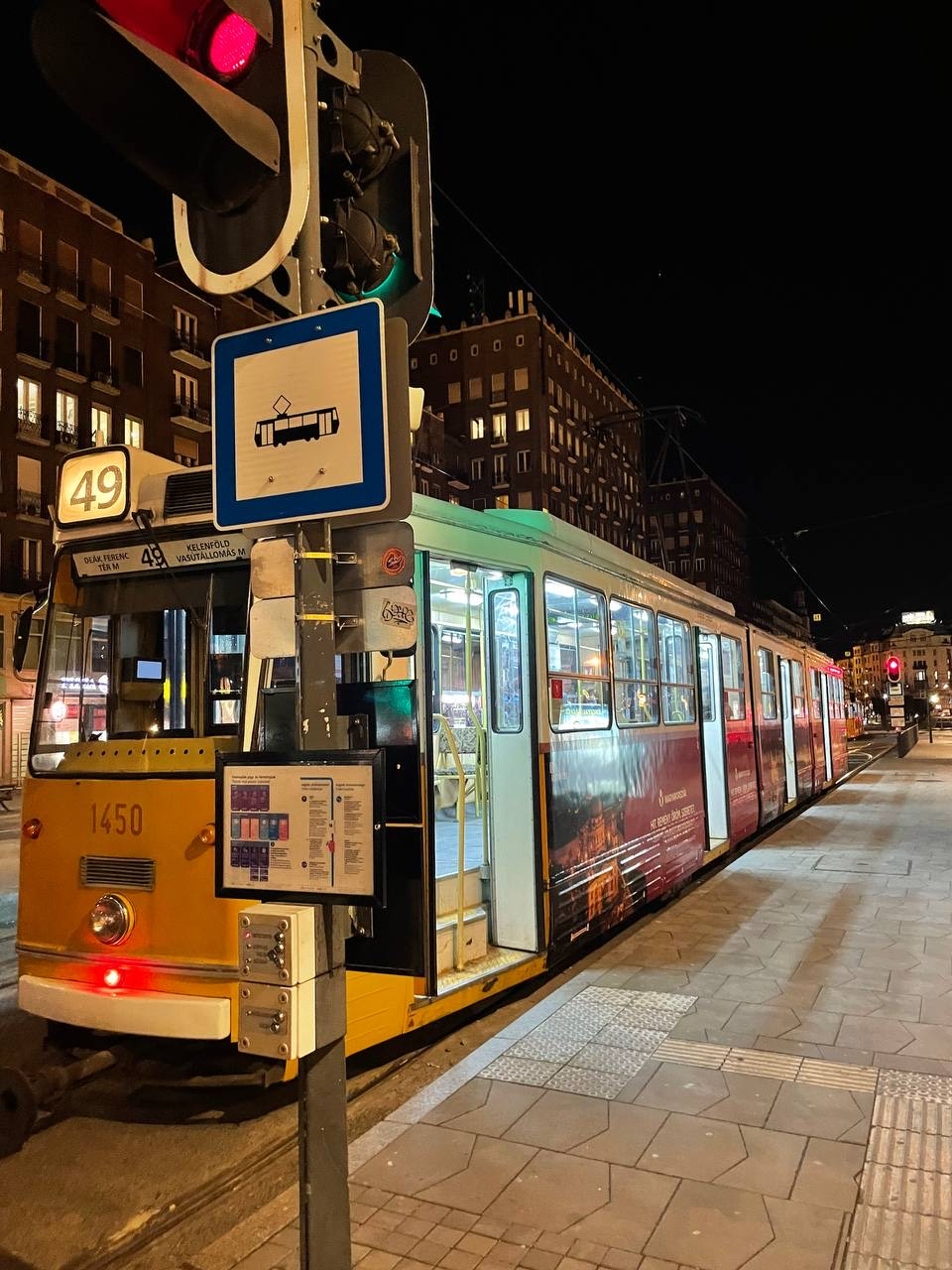
Вагон Ganz CSMG– 2 на остановке Deák Ferenc tér M, 6 января 2022 года

### После Второй мировой войны
Осада Будапешта во время Второй мировой войны привела к огромным разрушениям городской инфраструктуры: многие дома были разрушены, а мосты — уничтожены. Восстановление транспортной сети стало важнейшей задачей: однако многие трамваи были уничтожены либо во время осады и штурма города, либо сгорели во время пожаров в депо, произошедших в 1947 году. Возможно, эти последствия стали причиной, по которой городские власти предложили заменить часть трамваев троллейбусными линиями. Наряду с финансовыми соображениями, троллейбусы были лучше приспособлены для городского центра в связи с большей маневренностью и меньшим шумом.
Несмотря на то, что некоторые трамвайные линии были отменены в пользу троллейбусных маршрутов — общее расширение сети не прекратилось. Рядом с железнодорожным вокзалом Нюгати была построена новая трамвайная линия для перевозки людей на заводы в Андьяльфёльде и Уйпеште. Линия № 4 также была расширена около 1960 года. Реконструкция моста Эржебет в 1964 году сыграла важную роль в возрождении трамвайной сети: пять линий начали использовать его сразу после открытия.

## Подвижной состав

### Современный
Дата последнего обновления: 11 марта 2023 г.
| Изображение | Тип                        | Количество, штук | Количество, штук | Бортовые номера | Годы выпуска     | Год начала работы в Будапеште | Депо                                     | Маршруты                                                                                    |
| Изображение | Тип                        | Первоначальное   | Современное | Бортовые номера | Годы выпуска     | Год начала работы в Будапеште | Депо                                     | Маршруты                                                                                    |
| ----------- | -------------------------- | ---------------- | --- | --- | ---------------- | ----------------------------- | ---------------------------------------- | ------------------------------------------------------------------------------------------- |
|             | Ganz GCSM–1                | 35               | 3 | 1301, 1313, 1318 | 1967–68          | 1967                          | Ференцварош, Келенфёльд                  | 2, 41, 47, 48, 49                                                                           |
| Ganz CSMG–2 | 85                         | 33               | 1342, 1349, 1357, 1360–1361, 1363–1367, 1369, 1400–1402, 1404, 1407, 1418–1419, 1427, 1433–1434, 1437–1445, 1448, 1450–1451 | 1970–72, 1975 | 1970             |                               | Ференцварош, Келенфёльд                  | 2, 41, 47, 48, 49                                                                           |
| Ganz CSMG–3 | 29                         | 1                | 1461 | 1977 | 1977             |                               | Ференцварош, Келенфёльд                  | 2, 41, 47, 48, 49                                                                           |
|             | Ganz KCSV–7                | 30               | 30 | 1321, 1325–1332, 1335–1337, 1339–1340, 1343–1348, 1350–1356, 1359, 1362, 1370 | 1997–99          | 1997                          | Ференцварош                              | 2, 2B, 23                                                                                   |
|             | ČKD Tatra T5C5             | 322              | 21 | 4000, 4014–4015, 4021, 4034, 4045, 4048, 4054–4055, 4154–4155, 4166–4167, 4171, 4200, 4272, 4277, 4288, 4320, 4322, 4325, 4335–4336, 4346, 4349                                                                             | 1978, 1980, 1984 | 1980                          | Барошш                                   | 3 прицепных: 1                                                                              |
|             | ČKD–BKV Tatra T5C5K2       | 299              | 299 | 4001–4013, 4016–4020, 4022–4033, 4035, 4037–4044, 4046–4047, 4049–4053, 4056–4120, 4122–4153, 4156–4165, 4168–4170, 4201–4221, 4223–4271, 4273–4276, 4278–4287, 4289–4319, 4321, 4323–4324, 4326–4334, 4337–4345, 4347–4348 | 2002–04, 2009–   | 2003                          | Андялфёльд, Барошш, Келенфёльд, Сепилона | 2 прицепных: 12, 14, 17, 28, 28A, 37A, 41, 56, 56A, 59, 59A, 59B, 61 3 прицепных: 1, 1M, 14 |
|             | DÜWAG TW 6000              | 93               | 78 | 1500–1508, 1510–1515, 1517–1519, 1521, 1523–1524, 1526–1528, 1532–1534, 1536, 1540–1573, 1575–1586, 1589–1592 | 1975–78          | 2001                          | Барошш, Ференцварош, Сава, Зугло         | 3, 24, 28, 28A, 37, 37A, 42, 50, 51, 51A, 52, 62, 62A, 69                                   |
| LHB TW 6000 | 25                         | 25               | 1600–1624 | 1980–85 | 2012             | Сава                          | 3, 28A, 37, 37A, 42, 50, 51, 52          |                                                                                             |
|             | Siemens Combino ♿         | 40               | 39 | 2001–2013, 2015–2025, 2027–2041 | 2006–07          | 2006                          | Хунгариа                                 | 1, 4, 6                                                                                     |
|             | CAF Urbos 3 9-модульный ♿ | 22               | 22 | 2101–2122 | 2015–16, 2019–25 | 2016                          | Будафок, Хунгариа                        | 1                                                                                           |
|             | CAF Urbos 3 5-модульный ♿ | 102              | 102 | 2201–2302 | 2015–16, 2019–25 | 2015                          | Будафок, Сава                            | 1, 3, 14, 17, 19, 41, 42, 50, 69                                                            |

### Снятый с эксплуатации (избранное)
| Изображение | Тип         | Количество | Бортовые номера      | Годы выпуска | Годы работы в Будапеште |
| ----------- | ----------- | ---------- | -------------------- | ------------ | ----------------------- |
|             | Ganz TM     | 75         | 3600–3674            | 1940–1943    | 1940–1980               |
|             | Ganz UV     | 375        | 3200–3474, 3800–3899 | 1956–1965    | 1956–2007               |
|             | FVV CSM–2   | 29         | 1100–1128            | 1961–1963    | 1961–1979               |
| FVV CSM–4   | 37          | 1200–1236  | 1963–1965            | 1963–1983    |                         |
|             | Hungaroplan | 1          | 3750                 | 1988         | 1988–2008               |

### Используемый на ретро-маршрутах
| Изображение             | Тип                    | Количество | Бортовые номера        | Годы выпуска | Начало эксплуатации на ретро-маршрутах |
| ----------------------- | ---------------------- | ---------- | ---------------------- | ------------ | -------------------------------------- |
|                         | тип L                  | 1          | 436                    | 1913         | 1987                                   |
|                         | FVV CSM–1              | 1          | 3720                   | 1961         | 2018                                   |
|                         | FVV CSM–4              | 1          | 1233 (ранее 492)       | 1964         | 2012                                   |
|                         | тип S                  | 2          | 611                    | 1908         | 1987                                   |
|                         | тип S                  | 2          | 1820                   | 1907         | 2018                                   |
|                         | тип V                  | 1          | 1074                   | 1912         | 2009                                   |
|                         | тип G                  | 1          | 2624                   | 1906         | 2012                                   |
|                         | тип K                  | 1          | 2806                   | 1911         | 2018                                   |
| 175px                   | Ganz UV                | 4          | 3873, 3885, 3888, 3898 | 1964         | 2007                                   |
|                         | Ganz MUV               | 1          | 3430                   | 1960         | 2018                                   |
|                         | Прицепной вагон MWG EP | 1          | 5869                   | 1951         | 2007                                   |
| Прицепной вагон типа FP | 1                      | 6010       | 1954                   | 2007         |                                        |

## Маршруты

### Нумерация

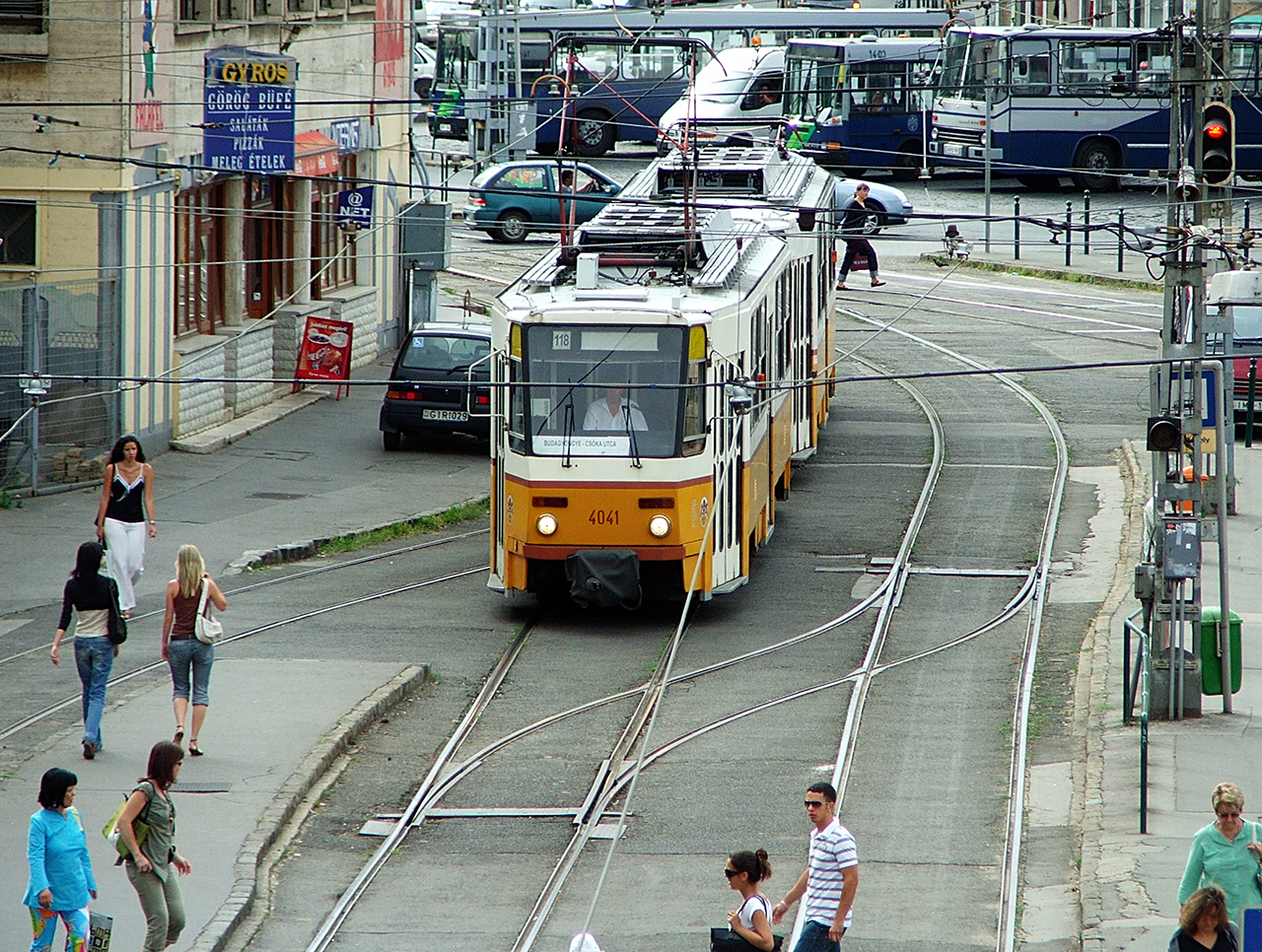
Трамвайная линия с самым большим номером — № 118, функционировала в 2003-2007 гг.

Линии будапештского трамвая нумеруются с 1910 года, на данный момент существуют маршруты с номерами от 1 до 69. (С 1955 г. из этого правила было всего пять исключений: № 80, действовавший несколько месяцев в 1999 г. во время реконструкции Южного вокзала; маршруты №29 и №29Y в честь 100-летия Будапештской международной ярмарки в 1996 году именовались №100 и №100Y; работавший несколько лет добавочный 18-й маршрут, именовавшийся 118-м и 1956-й маршрут, работавший между 2015 и 2018 годами в конце октября — в память о годовщине восстания 1956 года.)
Укороченные маршруты обозначаются буквой "A" (например, 59A, частично соответствующий 59-му .) Ранее, маршруты, преимущественно совпадающие с основным, обозначались буквой «Y», последний раз такой тип маркировки использовался в 1996 году (100Y).«i» — специальные рейсы во время пересменок на заводах, ходили в основном в 1960-х и 1970-х годах. Начиная с 2016 года, литера "B", присваивается дополнительным удлинённым или изменённым маршрутам, используемым в часы пик (напр. 59B). Маршруты, обслуживающие кладбища, также отмечаются буквой B и ходят только в поминальные дни Всех Святых (например, 28B, ранее 37B). Литера «M» использовалась только на двух трамвайных линиях, маршрутах 12M и 14M, в период с ноября 2017 г. по март 2019 г . Кроме номерных линий, в прошлом также были и литерные; в последний раз подобным образом в 2018 году обозначались использовались ретро-маршруты N2 (DH) и N19 (TH), которые работают как долгосрочно, так и в течение одного или несколько дней, обычно в выходные дни или праздники, по заранее объявленному графику. До 2008 года зубчатая железная дорога не имела номера, с тех пор она числится маршрутом № 60.
В 2008 г. были внесены уточнения и изменению в нумерацию почти всей сети общественного транспорта, поэтому автобусные и трамвайные линии с одинаковыми номерами не встречаются.
До 2014 г. маршруты других видов транспорта, заменяющие трамвайные, обозначались номером соответствующей трамвайной линии и буквой V (Villamospótló járat), однако с 2014 г., на используемых для замены трамваев автобусах указывается только номер данной трамвайной линии, буква V из маркировки исчезла. В случаях когда часть линии обслуживается трамваем другого маршрута, может использоваться номер с дефисом, обозначающих обе эти линии; например, 18–47, или 1–18, 1–41 и 1–47 (сентябрь 2015 г.).
В ходе реконструкции "синей" линии метро M3 запускались трамвайные маршруты, частично подменяющие ремонтируемую линию, к их номерам добавлялась литера "M". В период с 2017 по 2019 год подобные номера носили маршруты 12M и 14M (во время закрытия северного участка), а затем в ноябре 2020 года (после начала ремонта среднего участка) — 1M и 2M.

#### Дополнительные обозначения
| Литера                        | Значение | Пример                        |                               |
| Применяются в настоящее время | Применяются в настоящее время | Применяются в настоящее время | Применяются в настоящее время |
| ----------------------------- | --- | ----------------------------- | ----------------------------- |
| нет                           | обычный маршрут | 6, 41                         |                               |
| A                             | укороченный маршрут, используемый в пиковые периоды или при низком пассажиропотоке.                                                                               | 28A, 51A                      |                               |
| B                             | дополнительные удлинённые или изменённые маршруты, используемые в часы пик. Ранее могла применяться в тех же случаях, что и литера "А", если она уже была занята. | 28B                           |                               |
| M                             | Трамвайные маршруты, применявшиеся в качестве замены реконструируемой линии метро M3.                                                                             | 1M                            |                               |
| N                             | Ретро-маршрут (Nosztalgiajárat), указывается перед номером маршрута                                                                                               | N2, N19                       |                               |
| Не используются               | |                               |                               |
| C                             | Единожды использовался для пиковых маршрутов в 2011 году, сейчас вместо него применяется литера "A".                                                              | 28C                           |                               |
| É                             | Ночной маршрут (Éjszakai jarat) . | 10É, 49É                      |                               |
| G                             | маршрут "В депо"(?) (Garázsmeneti), использовался в 2015-2020 гг.                                                                                                 | 24G                           |                               |
| i                             | специальные рейсы во время заводских пересменок. Использовались в 1956 году, а также в 1960-х и 1970-х годах. (Időszakos járat)                                   | 7i                            |                               |
| Y                             | Изменённый маршрут, преимущественно аналогичный основному, но с другой конечной остановкой.                                                                       | 28Y, 29Y                      |                               |